# 홍성찬
홍성찬(權純雨, 1997년 6월 30일~)은 대한민국의 테니스 선수이다. 2015년 호주오픈 주니어 부문 남자 단식에서 러시아의 로만 사피울린에 이어 준우승하였으며, 2016년 ITF 주니어 마스터스 단식 결승에서 캐스퍼 루드를 이기고 우승 하였다.

## 학력
- 우천초등학교 (졸업)
- 우천중학교 (졸업)
- 횡성고등학교 (졸업)
- 명지대학교 체육학과 (재학)

## 선수 경력
- 2018 제18회 자카르타-팔렘방 아시안게임 테니스 국가대표
- 2023 제19회 항저우 아시안게임 테니스 국가대표

## 수상
- 2015년 호주오픈 주니어 부문 남자 단식 준우승
- 2016년 ITF 주니어 마스터스 남자 단식 우승
- 2018년 제72회 전국춘계대학테니스연맹전 남자 단식 우승
- 2018년 제72회 전국춘계대학테니스연맹전 남자 복식 우승
- 2022년 ITF 트빌리시 테니스대회 남자 복식 우승
- 2022년 일본 마쓰야마 챌린저 남자 단식 우승
- 2022년 일본 유니참 트로피 챌린저 남자 단식 우승
- 2023년 제19회 항저우 아시안게임 테니스 남자 단식 동메달
- 2023년 제19회 항저우 아시안게임 테니스 남자 복식 동메달